# Plaża Gold
Plaża „Gold” – kryptonim jednego z miejsc lądowania aliantów w Europie 6 czerwca 1944. Plaża położona jest w Normandii w północnej Francji. Odcinek plaży „Gold” rozciągał się na szerokości ok. 8 km. od Longues-sur-Mer na zachodzie, do osady La Rivière w gminie Ver-sur-Mer na wschodzie i podzielony był na cztery sektory: „How”, „Item”, „Jig”, „King”. Zgodnie z przyjętymi kryptonimami, rejon desantu sąsiadował z plażą „Omaha” na zachodzie i  „Juno” na wschodzie. Zadanie opanowania plaży „Gold” powierzono brytyjskiej 50 Dywizji Piechoty. Zadaniem nacierających jednostek było zdobycie Bayeux, opanowanie drogi Caen–Bayeux oraz portu Arromanches, a następnie połączenie się z oddziałami z plaż „Omaha” i „Juno”.

## Przebieg bitwy

### Obrona
Rejonu plaży „Gold” broniła niemiecka 716 Dywizja Piechoty pod dowództwem gen. Wilhelma Richtera.

### Natarcie
Desant rozpoczął się o godz. 7.25. Po początkowym, silnym oporze nacierającym jednostkom udało się przełamać niemiecką linię oporu przy stratach własnych ok. 400 zabitych. Do północy 6 czerwca na plaży wylądowało 25 tys. żołnierzy wojsk alianckich, które następnie wdarły się na głębokość ok. 10 km. w głąb okupowanej Francji.